# アフマディーヤ
- アフマディーヤ
- アハマディア

アハマディアの旗

アフマディーヤ、アフマディー教団、アハマディア（Ahmadiyya、ウルドゥー語: احمدیہ アラビア語: الأحمدية）は、インド・パンジャーブ州出身のミルザ・グラーム・アハマド（1835年 - 1908年）が起こしたイスラーム改革派。異端と見なされ、迫害を受けることが多い。

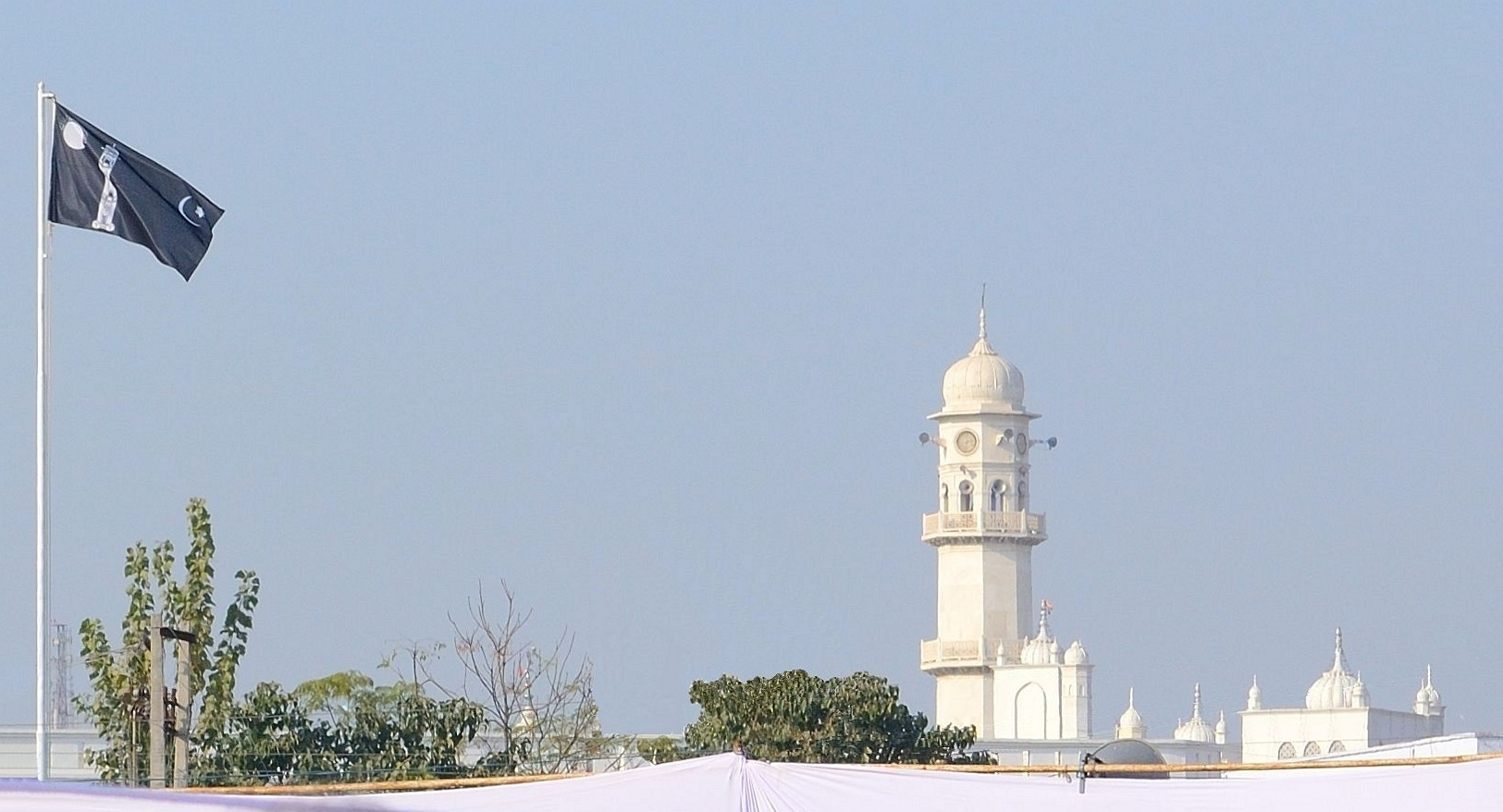
カーディヤーン（インド）のホワイト・ミナレットとアハマディア旗

## 概要

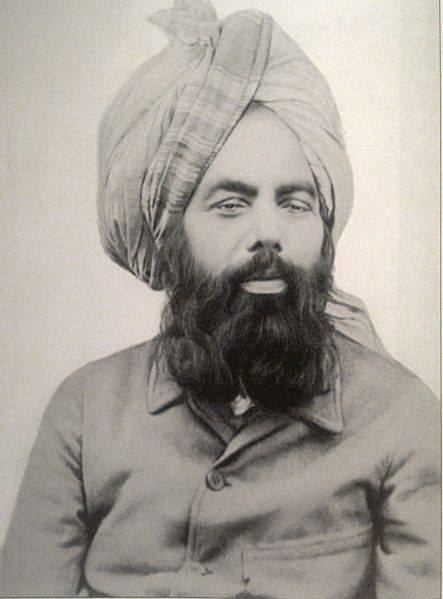
ミルザ・グラーム・アハマド

ミルザ・グラーム・アハマドは41歳の時に神に啓示を受けたといい、1889年に自らをメシアでありマフディーであると主張した。これはムハンマドが最後の預言者であるというイスラームの全体の教え、またムハンマド・ムンタザルがマフディーであるとするシーア派・十二イマーム派の教義に反するが、バーブ教やバハイ教とは異なり、アハマディアの信者は、アハマディアとイスラームとは別個の宗教ではないと考えており、自分らをスンナ派の分派としている。パキスタンがインドから分離したのち信者は1947年に集団移住したが、教義の違いからパキスタン国内で迫害を受けて1974年の憲法改正で非イスラームとされ、1984年にズィヤーウル・ハック政権下でムスリムとしての権利を剥奪・非合法化されたため、同年にイギリスに本部を移した（→アフマディーヤ信者に対する迫害）。開祖の没後はカリフ制を取り、2017年現在は第5代カリフのミルザ・マスルール・アハマドが最高指導者となっている。

イスラーム教はムハンマドに啓示された人類に対する最終的な戒めであり、アハマディアは何世紀にも渡って失われた真の本質と元の形に復帰させる必要性を強調している。アハマディア支持者は、宗教的な戦争を終わらせ、流血を非難し、道徳、正義、平和を再建するために神がアフマドを送り込んだと信じており、イエスの再臨にたとえている。彼らは神の指導の下に、ムハンマドと初期イスラーム共同体が行ったような真実かつ本質的な教えを擁護することによって、狂信的で革新的な信仰と実践を放棄すると信じている。従って、アハマディアはイスラームの復興と平和的伝播を導くものと自負している。
ミルザ・グラーム・アハマドは1889年3月23日にこの運動を始め、死後、数多くのカリフによって率いられ、2016年には南アジア、西アフリカ、東アフリカ、インドネシアに集中し、世界の209か国と領域に拡大した。アフマディーヤは強力な宣教伝統を持ち、イギリスやほかの西洋諸国に及んだ最初期のイスラーム・コミュニティの一つであった。信者数は世界に1000万から2000万の間だと推定されている。
なお、1914年に、アハマドの位置づけを巡り、カーディヤーン派とラホール派に分裂した。前者はアフマドを預言者とみなしているのに対し、後者は改革者として位置づけている。パキスタン国内に限ったデータだが、ラホール派の信者数は、カーディヤーン派に比べてはるかに少なく、5000-1万人と推定されている。

## 語源
アハマディア運動は1889年に設立されたが、アハマディアという名称は約十年後に採択された。1900年11月4日のマニフェストで、ミルザ・グラーム・アハマドは、この名称は自分の名前に因むものではなく、預言者ムハンマドの別名のアハマドによると説明した。
彼によれば「称賛」を意味するアラビア語"ḥamd"から派生した「称賛されるもの」を意味するムハンマドとは、預言者の栄光の運命、威厳と権力を指し、ヒジュラの時代からその名を採用した。しかし、「きわめて称賛される」「慰めるもの」を意味するアラビア語の派生形である「アハマド」はムハンマドの説教の美しさ、やさしさ、謙虚さ、愛と慈悲、平和のためによる。アハマドによれば、これらの名前はイスラーム教の二つの局面を指し、後には後者がより大きな注意を払われることになった。

## 教義の大要
アハマディアの信仰は、イスラームの五つの柱、六つ信仰項目などシーア派に比べてスンナ派により似ている。同様にアハマディアはクルアーンを聖典として受け入れ、礼拝にはカーバに向かい、スンナ（ムハンマドの慣習）を守り、スンナ派のハディースの権威を受け入れている。これらがアハマディーヤのイスラーム思想を構成する中心的な思想である。アハマディア・ムスリム共同体の特徴は、ミルザー・グラム・アハマドを預言者ムハンマドによって預言されたマフディー、約束された救い主として信じることである。彼は主張を要約し書いている。
「神が私を任命した任務は、神と創造物との関係の悩みを取り除き、彼らの間に愛と誠実の関係を復元することである。真理を宣言し、宗教的紛争を終結させることによって、私は平和をもたらし、世界の目から隠された神の真理を明らかにするであろう。私は自我の闇の中に埋もれている霊性を証明するように呼ばれた。人間に浸透し、祈りや集中によって現れる神の力は、言葉だけではなく実践によって実証するためである。とりわけ多神教のあらゆる不純物から解放され、今は完全に姿を消した、神の純粋かつ輝かしい統一の永遠の樹を人々の心に再び立てるのが私の任務である。すべてこれは私の力ではなく、天と地の神の全能の力によって成就されよう」
これに対応して、彼はイスラーム教を世界中に平和的な手段で伝播し、忘れられたイスラームの平和、赦し、共感の価値観を全人類のために表し、この教えによって世界に平和を確立することを目的とした。彼は自分のメッセージが西洋世界に特別な意味を持っていると信じていた。

アハマディアの教えによると、主要な世界宗教は全て神聖な起源を持ち、最終的な宗教としてイスラームの確立に向けた神の計画の一部であり、それは他の宗教のこれまでの教えの中で最も完全なものであった。したがってこれらの宗教の創始者たちがもたらしたメッセージは不完全であるが、本質的にイスラームと同じであり、宗教の発展の完成と終結はムハンマドの出現によって生じた。彼のメッセージの世界的な伝達、認識そして最終的な受け入れは、マフディーの到来とともに起こることになっていた。このようにアハマディー・ムスリムはミルザ・グラーム・アハマドをマフディーと呼び、アブラハム系宗教の聖典やゾロアスター教、インドの宗教、先住アメリカ人の伝統などに見られる終末論的預言を果たした「約束された者」とする。また、アハマドが、神の唯一性を確立し、人類に神と創造物に対する彼らの義務を思い起こさせるために、ムハンマドの預言者性の真の反映であると信じている。アハマドはこのように書いている。
「信仰は二つの完全な部分である。一つは神を愛することであり、もう一つはあなたが他人の苦しみと試練と苦難をあなた自身のものと見なし、あなたが彼らのために祈ると同じように人間を愛することである」

## 六信
アハマディア・ムスリムはイスラーム教徒の大多数と同じ信念を支持しているが、「預言者の封印」の意味について意見の相違がある。五つの柱と六つの信条（五行・六信）は、スンナ派ムスリムによって信じられているものと同一であり、ムハンマドとクルアーンの伝統に基づいている。

### 神の一性
アハマディー・ムスリムは神の絶対的一性を堅く信じている。この原則を認めることはコミュニティによって解釈されるイスラームの最も重要且つ枢要な原則である。他のイスラーム的信仰箇条もこの原則から生じている。「神は唯一」であるという信仰は、すべての面で人の人生に影響を与えると考えられており、はるかに広い意味と深い応用を持っていると信じられている。例えば、神の一性を詳述する『アッラーの他に、いかなる力も能も存在しない』（La hawla wa la quwata illa Billah）というクルアーンの句は、神への畏怖を除いて、あらゆる形態の恐怖を否定すると信じられた。それは神への完全な服従とすべての善は神より発出するという感覚を植え付ける。一般的に、神の唯一性の信仰はあらゆる肉欲、隷属、地上の投獄の知覚から信者を解放すると信じられている。
ミルザ・グラーム・アハマド曰く「神の一性とは、内なる世界に属していようが外なる世界に属していようが、すべての神的属性の否定の後でのみ、心を照明する光である。それは人間存在のすべての部分に浸透する。神と神の使徒の御助けなくしてどのようにこれを獲得できるだろうか？ 人間の義務は自我に死をもたらし、悪魔的な傲慢から背を向けるということだけである。人は知識の揺り籠で育てられたことを自慢するべきではなく、己を無知の人であると見なし、哀願の中に置くべきである。そうして、神から一性の光が降り、彼に新しい生命が与えられる」
さらに、神の一性というイスラームの概念は、人間の種の一体性の実現を教え込み、この観点ですべての障害を取り除くと信じられている。人種、民族、人の色などの多様性は受容されるのに相応しいと考えられている。さらに、神の一性を信じるという考えは創造者と被創造者の絶対的な調和の感覚を造り出し、それは神の言葉と神の行為の間には矛盾することができないと理解されている。
イスラームは神をすべての卓越さの源泉であり、すべての不完全さから自由であると認識している。神はあらゆる場所において自身を顕在し、彼の僕の祈りを聞く活ける神であると認識されている。明確にアハマディー・ムスリムは神の諸属性は永遠であると認識する。このためアハマディーの教えは、神は以前為してきたように人類と交流をするという見解を主張している。

### 天使
天使はアハマディー・ムスリム・コミュニティーの基本的な信条である。彼等は神の命令を行うために創造された霊的な存在である。人間と異なり、天使らは自由意志はなく独立的行為をすることができない。神の命令の下に、彼らは諸預言者に啓示を伝え、預言者の敵に罰をもたらし、賛歌を以て神を称え、人間の行為を記録保持する。天使は肉の目では見えないが、アハマディー・ムスリム・コミュニティーによれば、彼らは時々は何らかの形で人に現れることがある。しかし、この現れは肉体的ものではなく霊的なものである。また、天使を人格をもつ実体である天的存在であると見なす。彼等の果たす主要な役割は、神から人間へのメッセージの伝達である。クルアーンによれば、物質的な宇宙全体と宗教的宇宙は天使と呼ばれるいくつかの霊的諸力によって支配されているが、彼等が何を為すとしても神の意旨と彼が諸物ために創造した設計への完全な服従にある。アハマディー・ムスリムによって解釈されるように、彼らは定められた進路や割り当てられた機能や神によって創られたものの全体の計画から逸脱することはできない。

### 啓典
第三番目の信仰箇条は、神が諸預言者に啓示したすべての聖なる書に関するものである。それらにはトーラー、詩編、福音書、アブラハムの書巻、そしてクルアーンが含まれる。イスラームの到来以前、宗教の歴史は、各伝達者が時代と場所に適した教えをもたらした連続した天的配剤として理解されている。始まりの時に、神によって送られた教えは、時代と場所において補正された細則を除いて基本において一致している。イスラームの認識では、神は預言者をすべての国々と遠隔の集団に送ったとしている。従って、アハマディーの教えはアブラハム系統の啓典の外に、例えばヴェーダやアヴェスター等も神聖なる起源を持つと考えられている。コミュニティはクルアーンは人類に対する最後の聖なる書である信じている。クルアーンの教えは時代を超えたものであると見なされている。

### 預言者
第四の信仰箇条は神から送られたすべての預言者に関係している。アフマディー・ムスリムは世界が不正義と不道徳で満たされたり、特定の地域部分のこれらのようになった場合、または特定の宗教の信者たちが堕落して、堕落した教えを信仰に取り入れる場合、神はその信仰を廃れたものとするか、あるいは再建者を必要としている場合、神の預言者が神の聖なる意旨を再び確立するために送られる。
預言者に関するイスラーム的用語「警告者」（nathir)「預言者」(nabi)「使徒」(rasul)「使者」(mursal)は同義を意味している。しかしながら、モーセやムハンマドのように宗教法をもたらす預言者と、エレミヤ、イエス、そしてミルザ・グラーム・アハマドのように宗教をもたらさない預言者の二種類がある。アダムはユダヤ教、キリスト教、イスラームにおいて最初の人間であり、神と語らい、神の意志を啓示された初めての預言者であると見なされているが、アハマディー・ムスリムは彼を最初の人間とは見なしていない。この見解はクルアーンに基づいていると主張する。またアハマディーはムハンマドが最終の宗教法をもたした預言者であることを信じ、預言者の継続を教えている。

### 審判の日
五番目の信仰箇条は審判の日に関するものである。惟一の神を信じることの後、審判の日を信じることは、クルアーンに述べられた最も強調された教義である。アハマディー・ムスリムの信仰によれば、宇宙全体は審判の日に終わるであろう。これは他の凡てのイスラーム各宗派や学派によって採用されている。死者は復活し、彼等の行為は調べられる。善を記録された人々は天国に入り、悪を記録された人々は地獄へ投げ込まれる。アハマディアでは地獄は一時的な住まいと理解されており、非常に永く続くが、主流派のように永劫のものとは見なさない。それは霊魂が清められる病院のようなものと考えられており、この見解はクルアーンとハディースに基づいている。

### 定命
神の命令がこの宇宙において最後の結果を支配していると信じている。神の命令の範囲内で、人は自らの進路を選択する自由意志が与えられている。アハマディー・ムスリムは審判の日には、彼等の意図と行為に基づいて審判されると信じている。科学は神の行為の研究であり、宗教は神の言葉の研究であり、両者は矛盾することはないと信じている。

## 他派との差異
他にアハマディアの信条には以下のものが含まれている。

### 再臨
主流のイスラム信条と対照的に、アハマディー・ムスリムはイエスは十字架に掛けられてから四十時間生き残ったと信じる。後に墓の中より復活した。イエスは失われた十二部族を求めている間に、老年に至りカシミールで死んだ。特に、イエスの再臨に関する聖書とイスラームの預言は本質的には文字通りではなく、ミルザー・グラム・アフマドがこの預言とイエスの再臨を果たしたものと信じられている。アハマディー・ムスリムも「約束のメシア」と「イマーム・マフディー」は同一の人物であると信じている。

### 預言者の封印
アハマディー・ムスリムは、クルアーンが人類のための神の最後のメッセージであると信じているが、神は過去と同様に選ばれた人とコミュニケーションを続けていると信じている。特に、ムハンマドが完全に預言をもたらし、最後の法律を維持する預言者であり、人類の精神的進化の頂点であったと信じている。新しい預言者が来ることはできるが、彼らは完全にムハンマドに従属しなければならず、彼を超越することも、彼の教えを変えることも、新しい法律や宗教をもたらすこともできない。彼らは古代の預言者のように独立して預言者にされたのではなく（モーセに対するイスラエルの諸預言者のように）、ムハンマドの反映と考えられている。

### ジハード
ジハードは三つのカテゴリーに分けることができる。最大ジハードは自己に対するものであり、怒り、欲望、憎しみなどの欲望の低さに挑戦することを指す。大ジハードはイスラーム教を平和的に伝播することを指し、特に真理のメッセージをペンを以て広めることに重点を置いている。小ジハードは、基本的な宗教的信念に従うことが出来ず、極端な迫害の状況下で自衛に頼るしかない時の武力闘争であり、それはカリフの直接指導下で行われる。ミルザ・グラーム・アハマドは、宗教としてイスラームが軍事的に攻撃されているのではく、文学や他のメディアを通じて攻撃されている現代には適用できない軍事的形態のジハードを描写したとアハマディアは指摘している。彼らは憎しみの応えには愛を以てすべきだと信じている。テロリズムについて1989年第四代カリフが書いている。
「あらゆる形態のテロを断罪し、非難する。それは個人、団体、または政府が犯した暴力行為に対して、何の表明も正当化もしていない」

### クルアーンの章句廃止(ナスフ)思想の否定
スンナ派ムスリムと異なり、シーア派と同様に、クルアーンの句は他の句を廃止（ナスフ、nasḫ）したり、取り消したりしないと考えている。クルアーンの全ての句は、その美しさと妥当性において同等である。

### 周期
宗教の歴史は周期的であり、七千年ごとに更新される。聖書のアダムの時代から現代までの周期は七つの時代に分割される。ミルザ・グラーム・アハマドは第七時代人類最後の時代を告げる第六時代に約束された救世主として登場した。彼によると、週の六日目がジュムア（会衆の礼拝）のために保持されているのと同様に、彼の時代は世界が一つの普遍的な宗教の下で結束する人類の世界的終結に向けられている。

## 歴史
正式には、アハマディア・ムスリム共同体の歴史はミルザ・グラーム・アハマドが1889年3月23日にインドのルディアーナの家で、数多くの仲間から誓いを受けた時に始まる。彼とその信奉者は、彼の出現は預言者ムハンマドおよび世界の多くの宗教文献によって予告されていたと主張する。アフマディーヤは19世紀に広まったキリスト教徒とアーリヤ・サマージの宣教活動に対応する、イスラーム内での運動としてインドに現れた。
海外のアハマディアの宣教活動は早くとも1913年に始まった（例 ロンドンのプットニー）。現代の多くの国々にとって、アハマディア運動はイスラームの宣教者として最初の接触であった。アハマディア運動はアメリカの民権運動の先駆者の一つとしていくつかの歴史によって考慮されている。おそらく1950年代まではアフリカ系アメリカ人のイスラーム教において最も影響力のあるコミュニティであった。今日、アハマディア・ムスリム・コミュニティは世界で最も活発な宣教師プログラムを持っており、アフリカでは特に大きい。

### 初代カリフ

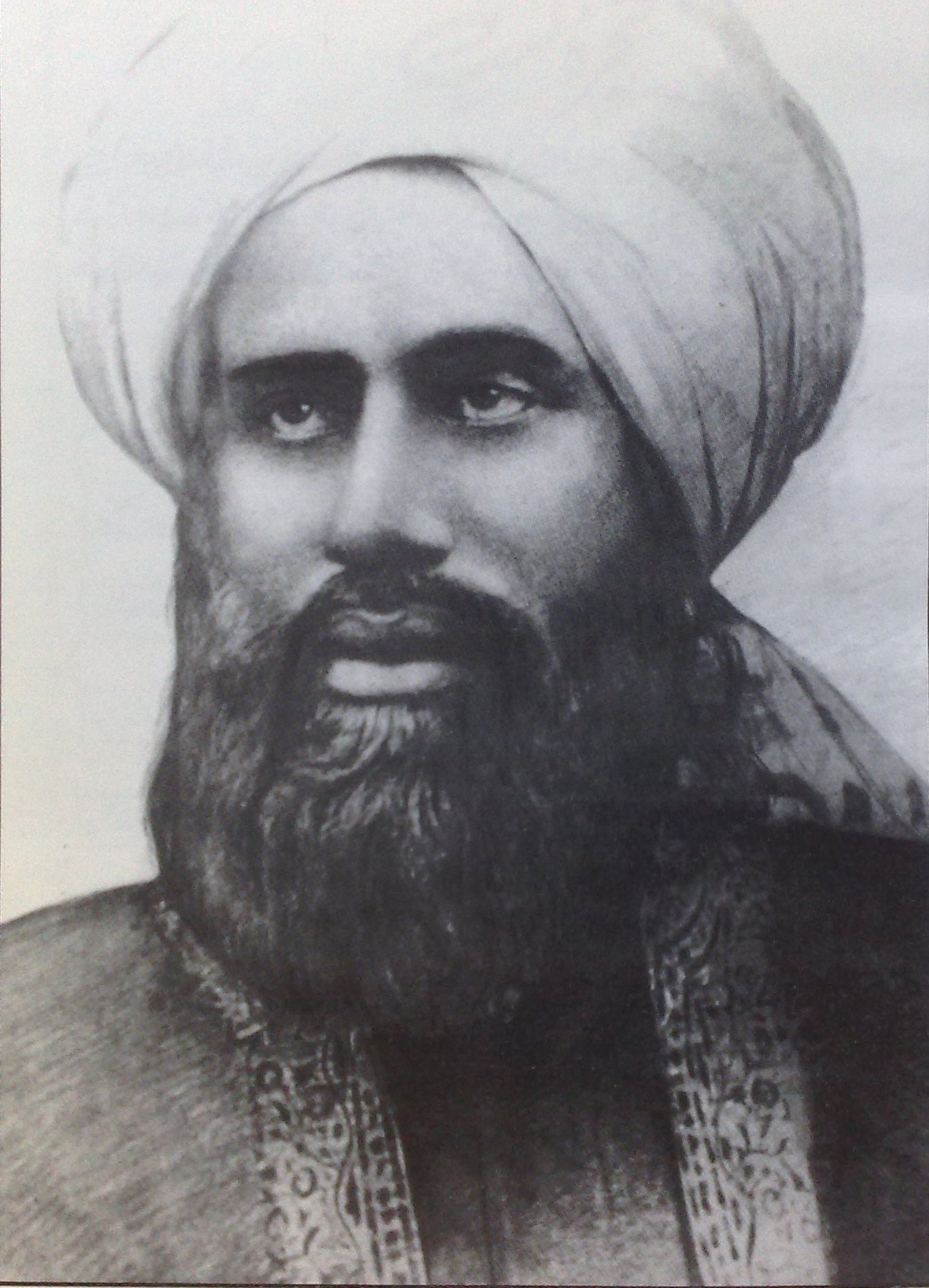
初代カリフ、ハキーム・ヌールッディーン

ミルザ・グラーム・アハマドの死後、ハキーム・ヌールッディーンは彼の後継者とコミュニティのカリフとして満場一致で選出された。6年続いたカリフ位の中で、彼は満足のいくクルアーンの英訳、イングランドでの最初のアハマディア・ムスリム協会の設立、そして様々な新聞と雑誌の創刊を監督した。

### 第二代カリフ

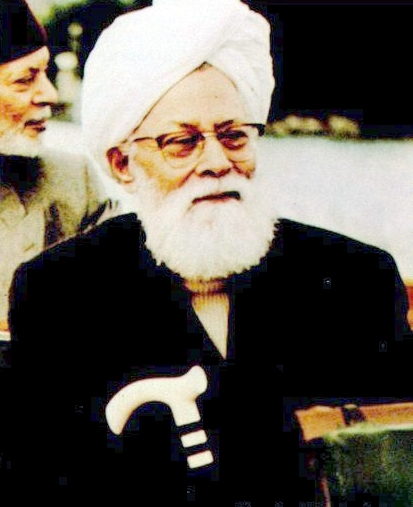
第2代カリフ、ミルザ・バシールッディーン・マフムード・アハマド

最初のカリフの死後、ミルザ・バシールッディーン・マフムード・アハマドは前任者の意向に従って二代目のカリフとして選出された。しかし、マウラーナ・ムハンマド・アリーとフワジャ・カマールッディーンが率いる派閥は彼の継承に強く反対して、彼をカリフとして受け入れることを拒否し、ラホール・アハマディア運動の形成に繋がった。これはミルザ・グラーム・アハマドの預言者性と継承について新カリフとの一定の教義の違いによる。カリフが比較的貧弱な学歴を持つカリフと彼らとの人格的な衝突も考えられる。しかし、ラホールに定住したラホール・アハマディア運動は成功しておらず、大きな支持を集めていない。コミュニティの歴史の中では、この出来事は「分離」と呼ばれ、しばしば創設者の預言に言及される。
若い時代に選出されたマフムード・アハマドのカリフ時代は52年間に渡った。彼はコミュニティの組織体制を確立し、インド亜大陸の外での広範な宣教活動を指揮した。彼の時代には46か国にミッションが設立され、多くのモスクが建設され、クルアーンはいくつかの主要言語で出版された。カリフ制の下にコミュニティの拡大は続いたが、二代目カリフがその発端の大部分に当たる。彼は多くの著作を書いたが、その最も重要なものはクルアーンの10巻の註釈である。

### 第三代カリフ

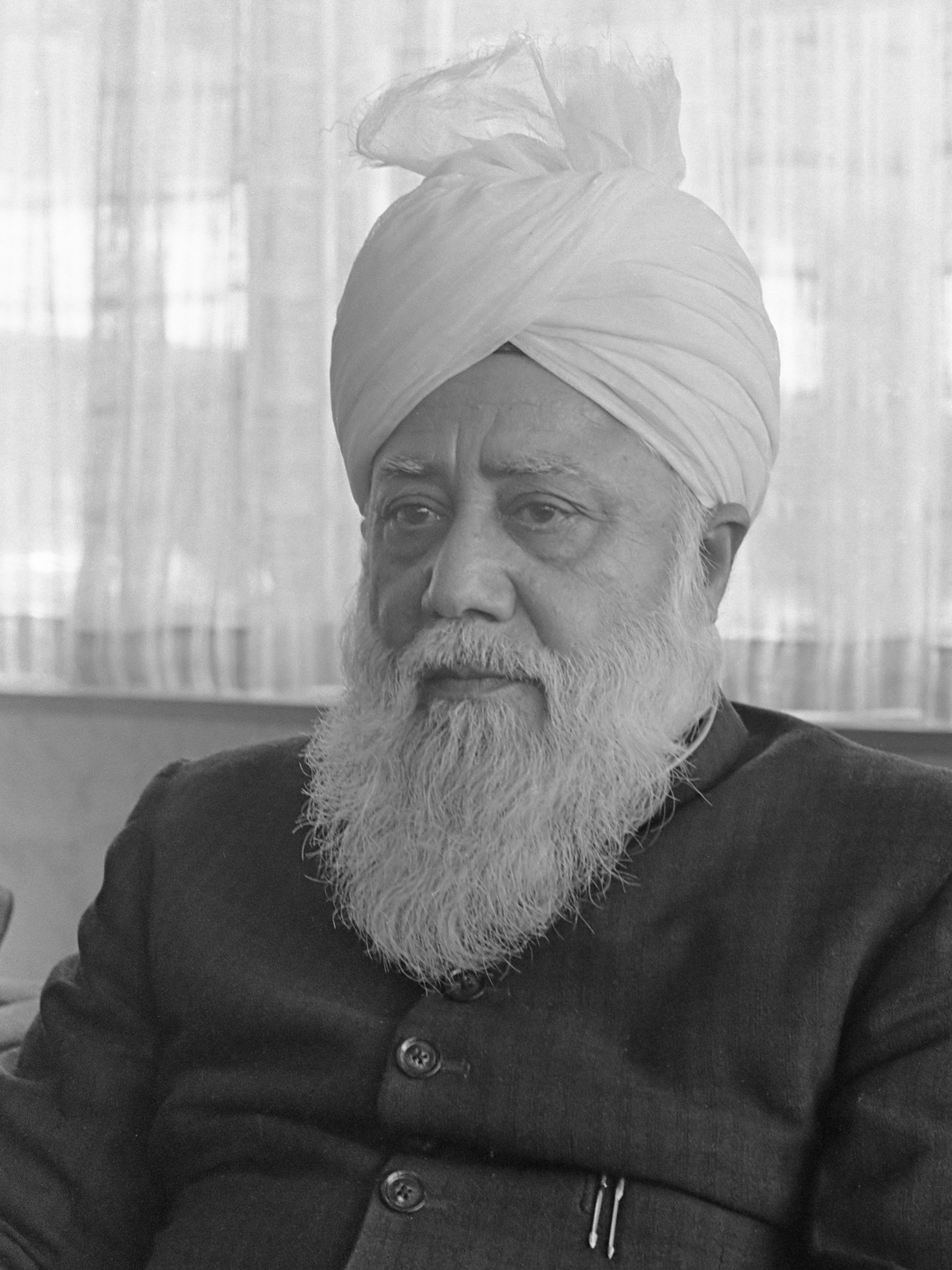
第3代カリフ、ミルザ・ナセル・アハマド

1965年11月8日に選出されたミルザ・ナセル・アハマドは、アハマディア・ムスリム・コミュニティの第三代カリフを継承した。パキスタン国会においてコミュニティが非ムスリムと宣言された時期に、大きなリーダーシップと指導を示したとみられている。1970年のアハマディアのカリフが初めて行った西アフリカ訪問の多くの成果の一つが、多くの診療所や学校を運営してアフリカの一部に奉仕する計画であるヌスラト・ジャハーン計画であった。現代スペインの最初のモスクであるバシャラート・モスクの定礎式典の訪問の際に「誰も憎まず、すべてに愛を」というアフマディーヤの広く知られたモットーを造った。

### 第四代カリフ

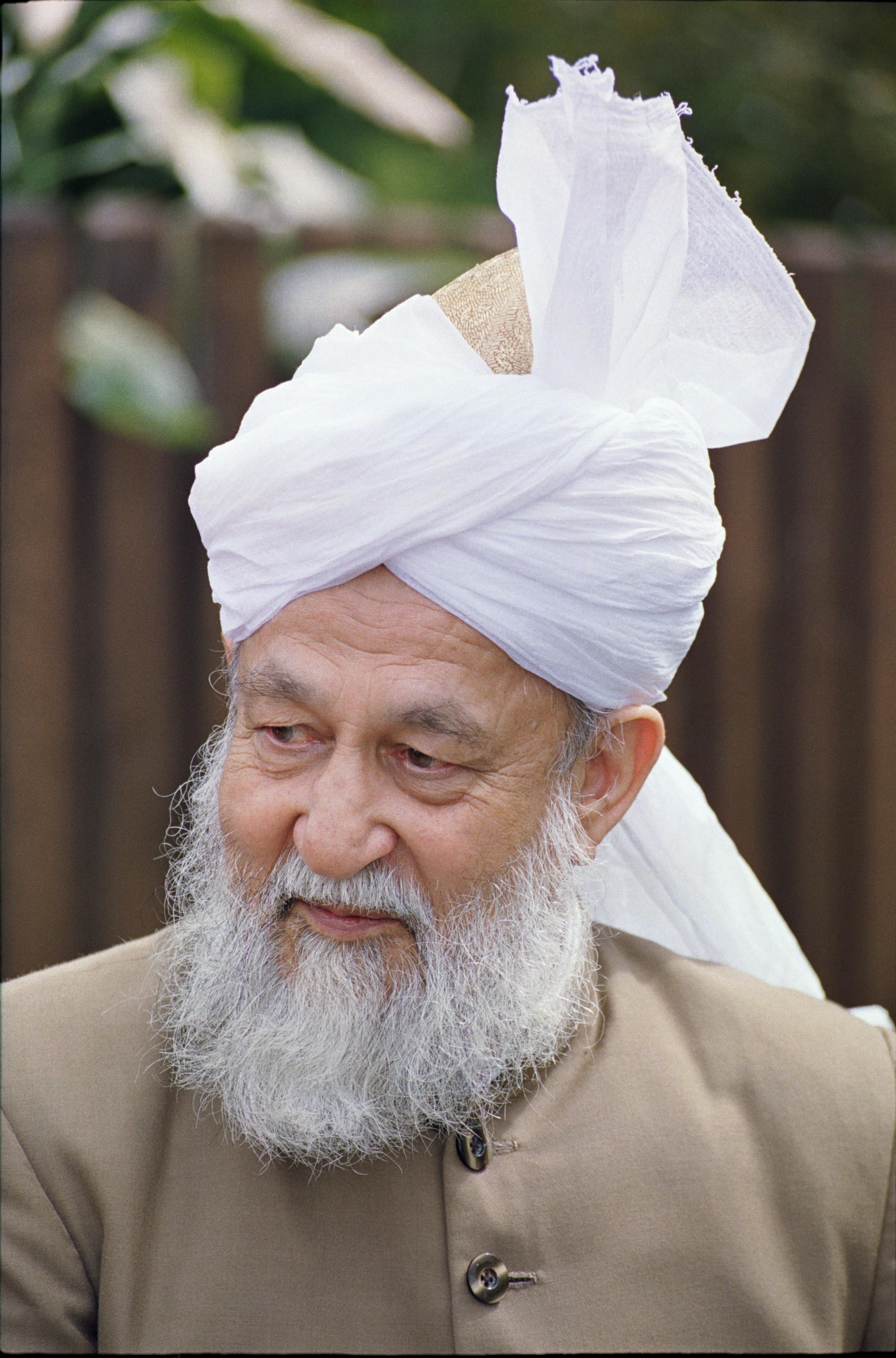
第4代カリフ、ミルザ・タヘル・アハマド

ミルザ・タヘル・アハマドは1982年6月10日、前任者の死後翌日に四代目のカリフとして選出された。1984年パキスタン政府によって発布された布告20によって、カリフは自分の任務を遂行することができず、機構は危機に陥った。ミルザー・ターヒル・アフマドはパキスタンを去り、イギリスのロンドンに移住し、本部をロンドンのファズル・モスクに移した。アハマディー・ムスリムにとって、移住はコミュニティの新しい時代を迎えることになった。アフマドは最初のムスリムの衛生テレビネットワーク「ムスリム・テレビジョン・アフマディーヤ」を立ち上げた。アハマディー・ムスリムの子供たちのためにワクフェ・ノウ計画を制定した他、マリユーム・シャーディ基金、シェーダ・ビラール基金、迫害被害者、人道慈善団体などの資金を投じた。

### 第五代カリフ

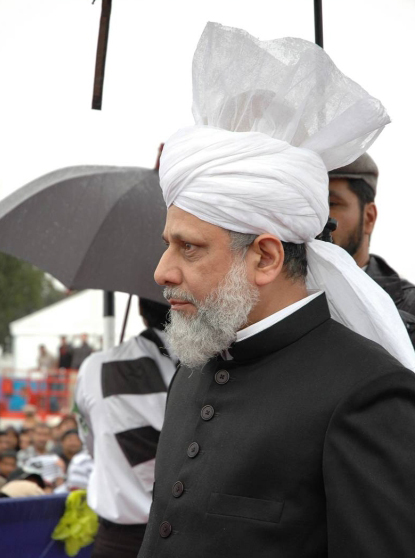
第5代カリフ、ミルザ・マスルール・アハマド

2003年に第四代カリフの死去に続いて、ロンドンで選挙が行われ、ミルザー・マスルール・アフマドが選出された。進行中の紛争に対応して、ミルザー・マスルール・アフマドは女王エリザベスや教皇フランシスコを含む世界の首脳に書簡を送った。200以上の国や地域の数百万のアフマディー・ムスリムの精神的な指導者であるため、アハマドは世界を旅し、コミュニティや個人に対応し、イスラーム信仰の原則を明らかにしている。

## 日本におけるアハマディア
1935年に神戸市に支部を設けたが第二次世界大戦の勃発により布教は中断され、1970年代に日本での活動を再開した。当初は東京都を拠点としたが1981年に愛知県名古屋市名東区貴船に日本本部を置いた。
2015年11月には、愛知県津島市に日本最大級のモスクとして「ザ・ジャパン・モスク」を完成させている。日本における拠点は、現在津島市に変更されている。
アハマディア・ムスリム協会によるクルアーン日本語訳が存在する。2016年に改版された。

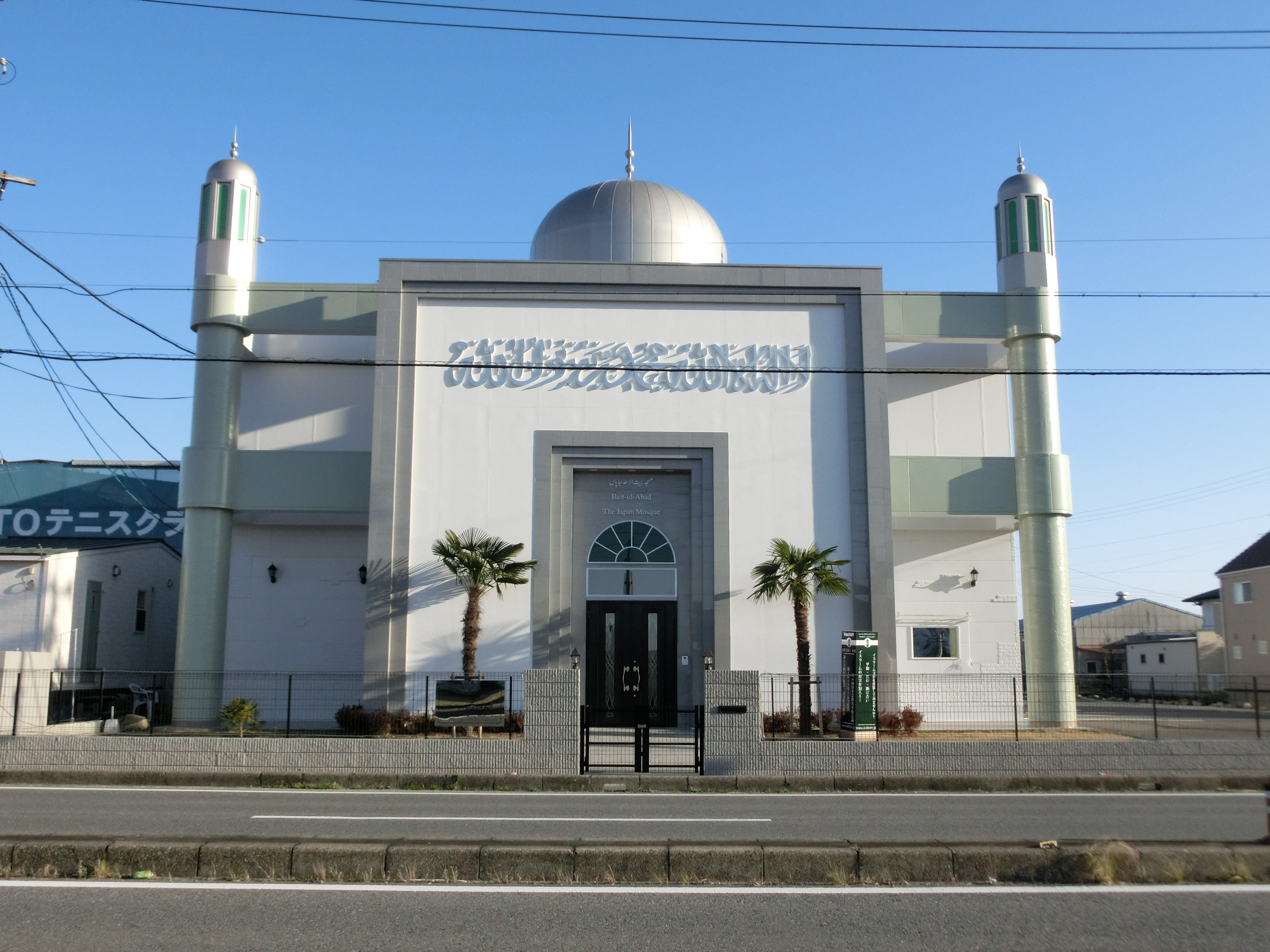
日本のアフマディーヤのモスク（愛知県津島市）